# Deux ans, huit mois et vingt-huit nuits
 (août 2023).
Si vous disposez d'ouvrages ou d'articles de référence ou si vous connaissez des sites web de qualité traitant du thème abordé ici, merci de compléter l'article en donnant les références utiles à sa vérifiabilité et en les liant à la section « Notes et références ».
En pratique : Quelles sources sont attendues ? Comment ajouter mes sources ?
Deux ans, huit mois et vingt-huit jours (titre original : Eight months and Twenty-Eight Nights) est le dixième roman de l’auteur britannique d'origine indienne Salman Rushdie publié en 2015. 

## Résumé
Deux ans, huit mois et vingt-huit jours, inspiré par les contes orientaux, imagine un univers séparé en deux mondes, celui des hommes et celui des êtres merveilleux. Le monde magique, le Peristan, est le royaume des djinns, des créatures mythologiques dotées de pouvoirs surnaturels. Lorsque les sceaux cosmiques sont brisées, les deux univers deviennent perméables et les djinns viennent rendre visite aux humains sans que ces derniers ne détectent réellement leur présence.  
Le roman, retrace l’histoire d’une princesse djinnia, Dunia, la Princesse de la Foudre, séjournant alternativement, au fil des siècles, dans le Monde magique et le Monde des humains. Au XIIe siècle, elle rencontre le philosophe et théologien arabo-andalous Ibn Rushd. De leurs amours qui durent deux ans, huit mois et vingt-huit nuits et jours nait un grand nombre d’enfants. Occupé par des querelles philosophiques avec son vieil ennemi Ghazali, Ibn Rushd ne perçoit pas le caractère surnaturel de Dunia ni de ses enfants. Délaissée, Dunia retourne chez elle au Peristan, le pays des djinns, laissant derrière elle son amant et leur nombreuse descendance. 
Huit siècle plus tard, une tornade ouvre de nouveau la faille entre les deux mondes, permettant à des djinns mal intentionnés, des efrits, de répandre la terreur sur Terre. Le grand efrit Zummurud shah, libéré par Ghazali d'une bouteille dans laquelle il avait été fait prisonnier, sème le chaos sur Terre. Les catastrophes climatiques et sociétales s’enchainent et dévastent l'humanité. Dunia, la Princesse de la Foudre, revient alors pour protéger ses descendants, révélant leurs pouvoirs surnaturels. Parmi ses héritiers se trouvent Geronimo Manezes, jardinier, qui se réveille en lévitant, Jimmy Kapoor, graphiste, qui est témoin de l’ouverture de la faille entre les deux Mondes, ou encore Storm Baby capable de révéler la corruption sur le visage de quiconque le croise.  
La suite du roman évoque cette guerre des Deux Mondes, appelée aussi « le temps des étrangetés », qui dure deux ans, huit mois et vingt-huit jours, soit mille et un jours et nuits, et menace l'équilibre de l'univers. 

## Editions
- Deux ans, huit mois et vingt-huit nuits, Acte Sud, 2016, ((en) Two Years, Eight Months and Twenty-Eight Nights, Penguin Randam House LLC, 2015) trad. Gérard Meudal  (ISBN 978-2-330-10948-6)